# Saronikos
Saronikos (gr. Δήμος Σαρωνικού, Dimos Saroniku) – gmina w Grecji, w administracji zdecentralizowanej Attyka, w regionie Attyka, w jednostce regionalnej Attyka Wschodnia. Siedzibą gminy jest Kaliwia Toriku. W 2011 roku liczyła 29 002 mieszkańców. Powstała 1 stycznia 2011 roku w wyniku połączenia dotychczasowych gmin Kaliwia Toriku i Anawisos oraz wspólnot: Saronida, Kuwaras i Palia Fokea.